# Simón Planas Suárez
Simón Planas Suárez (Caracas, Venezuela, 14 de diciembre de 1879 - Ibidem, 3 de marzo de 1967) fue un abogado, diplomático y académico venezolano.

## Familia
Hijo de Ricardo Planas e Inés Suárez, su abuelo paterno fue el político Simón Planas, figura del liberalismo venezolano del siglo XIX. Estuvo casado con Angelina Giudice Rossi.

## Carrera
Egresado como abogado de la Universidad Central de Venezuela. De 1904 hasta 1925 se desempeñó en el servicio diplomático como ministro plenipotenciario en Austria, Italia, Hungría, Portugal, Rumania y Yugoslavia. Desde 1902 hasta una avanzada edad será articulista habitual en la prensa sobre temas de política, diplomacia y derecho.
Fue profesor de derecho internacioal en La Haya, Países Bajos, y representó a Venezuela es diversos litigios fronterizos. En 1938 se incorporó como individuo de número de la Academia de Ciencias Políticas y Sociales y en 1953 comenzó a ocupar el «Sillón Letra H» de la Academia Venezolana de la Lengua, en sustitución de Eloy Guillermo González.
En 1953 decidió donar parte de sus bienes a la Cruz Roja Venezolana y constituye en su testamento la «Fundación Inés Suárez de Planas», bajo la administración de la Universidad Católica Andrés Bello. Será a esta casa de estudios a la que done su biblioteca privada. En el Centro Loyola de dicha universidad se encuentra la «Sala Simón Planas Suárez», con su retrato y una pequeña exposición de sus pertenencias, en homenaje a su vida y obra.

## Obra
- Los extranjeros en Venezuela: su condición ante el derecho público y privado de la República (1917).
- Notas históricas y diplomáticas: Portugal y la independencia americana (1918).
- La Doctrina Monroe y la Doctrina de Bolívar: los grandes principios de la política internacional americana (1924).
- Por la verdad (1927).
- La política europea y la Sociedad de las Naciones: una advertencia a la América (1935).
- La soberanía popular y el concepto moderno del Estado (1938).
- Rumbos liberales (1939).
- La solidaridad americana; historia y crítica de la época presente (1945).
- Una desastrada negociación diplomática: el tratado de fronteras y libre navegación de los ríos venezolanos firmado entre Venezuela y Colombia (1949).
- Páginas de preocupación y patriotismo, 1936-1941 (1950).
- Venezuela soberana: panamericanista no regionalista (1954).
- Historia de la Orden del Libertador (1955).
- Páez restaurador de la independencia y de la República de Venezuela, 1830 (1957).
- Les principes américains de politique internationale et la Doctrine de Monroe (1959).
- Política internacional y panamericana ideal (1959).
- Problemas venezolanos: algunas consideraciones sobre inmigración (1960).
- Notas históricas y diplomáticas: el reconocimiento de la independencia hispanoamericana y el proyecto de Confederación de la Independencia de las naciones del estadista portugués Silvestre Pinheiro Ferreira (1961).
- El conflicto venezolano con Alemania, Gran Bretaña e Italia y la famosa Doctrina Drago (1963).
- La libertad de cultos en Venezuela hace indispensable una ley ad-hoc, no un modus vivendi ni concordato (1963).